# Noel Acciari
Noel Acciari, född 1 december 1991, är en amerikansk professionell ishockeyforward som spelar för Toronto Maple Leafs i NHL.
Han har tidigare spelat för Boston Bruins, Florida Panthers och St. Louis Blues i NHL; Providence Bruins och Charlotte Checkers i AHL samt Providence Friars i NCAA.

## Klubblagskarriär

### NHL

#### Boston Bruins
Acciari blev aldrig NHL-draftad men skrev på ett entry level-kontrakt med Boston Bruins den 8 juni 2015.

#### Florida Panthers
Han skrev som free agent på ett treårskontrakt med Florida Panthers den 1 juli 2019.

## Statistik
| Källa: Utv = Utvisningsminuter Uppdaterad: 2023-02-18 | Källa: Utv = Utvisningsminuter Uppdaterad: 2023-02-18 | Källa: Utv = Utvisningsminuter Uppdaterad: 2023-02-18 |             | Grundserie  | Grundserie  | Grundserie  | Grundserie  | Grundserie  |             | Slutspel    | Slutspel    | Slutspel    | Slutspel    | Slutspel |
| Säsong                                                | Lag                                                   | Liga                                                  | Matcher     | Mål         | Assists     | Poäng       | Utv         | Matcher     | Mål         | Assists     | Poäng       | Utv         |             |          |
| ----------------------------------------------------- | ----------------------------------------------------- | ----------------------------------------------------- | ----------- | ----------- | ----------- | ----------- | ----------- | ----------- | ----------- | ----------- | ----------- | ----------- | ----------- | -------- |
| 2009–2010                                             | Kent Lions                                            |                                                       | 26          | 18          | 20          | 38          | —           | —           | —           | —           | —           | —           |             |          |
| 2010–2011                                             | Kent Lions                                            |                                                       | 27          | 31          | 21          | 52          | —           | —           | —           | —           | —           | —           |             |          |
| 2011–2012                                             | Providence Friars                                     | NCAA                                                  | Spelade ej. | Spelade ej. | Spelade ej. | Spelade ej. | Spelade ej. | Spelade ej. | Spelade ej. | Spelade ej. | Spelade ej. | Spelade ej. | Spelade ej. |          |
| 2012–2013                                             | Providence Friars                                     | NCAA                                                  | 33          | 6           | 5           | 11          | 26          | —           | —           | —           | —           | —           |             |          |
| 2013–2014                                             | Providence Friars                                     | NCAA                                                  | 39          | 11          | 11          | 22          | 20          | —           | —           | —           | —           | —           |             |          |
| 2014–2015                                             | Providence Friars                                     | NCAA                                                  | 41          | 15          | 17          | 32          | 26          | —           | —           | —           | —           | —           |             |          |
| 2015–2016                                             | Boston Bruins                                         | NHL                                                   | 19          | 0           | 1           | 1           | 8           | —           | —           | —           | —           | —           |             |          |
|                                                       | Providence Bruins                                     | AHL                                                   | 45          | 7           | 12          | 19          | 19          | 3           | 1           | 2           | 3           | 4           |             |          |
| 2016–2017                                             | Boston Bruins                                         | NHL                                                   | 29          | 2           | 3           | 5           | 16          | 4           | 1           | 0           | 1           | 2           |             |          |
|                                                       | Providence Bruins                                     | AHL                                                   | 30          | 6           | 8           | 14          | 11          | 5           | 0           | 4           | 4           | 0           |             |          |
| 2017–2018                                             | Boston Bruins                                         | NHL                                                   | 60          | 10          | 1           | 11          | 9           | 12          | 1           | 1           | 2           | 2           |             |          |
| 2018–2019                                             | Boston Bruins                                         | NHL                                                   | 72          | 6           | 8           | 14          | 47          | 19          | 2           | 2           | 4           | 0           |             |          |
| 2019–2020                                             | Florida Panthers                                      | NHL                                                   | 66          | 20          | 7           | 27          | 21          | 4           | 0           | 0           | 0           | 0           |             |          |
| 2020–2021                                             | Florida Panthers                                      | NHL                                                   | 41          | 4           | 7           | 11          | 9           | 6           | 0           | 0           | 0           | 0           |             |          |
| 2021–2022                                             | Florida Panthers                                      | NHL                                                   | 20          | 3           | 5           | 8           | 11          | 9           | 0           | 0           | 0           | 0           |             |          |
|                                                       | Charlotte Checkers                                    | AHL                                                   | 2           | 0           | 0           | 0           | 0           | —           | —           | —           | —           | —           |             |          |
| 2022–2023                                             | St. Louis Blues                                       | NHL                                                   | 54          | 10          | 8           | 18          | 10          | —           | —           | —           | —           | —           |             |          |
| NHL totalt                                            | NHL totalt                                            | NHL totalt                                            | 361         | 55          | 40          | 95          | 131         | 54          | 4           | 3           | 7           | 4           |             |          |
| AHL totalt                                            | AHL totalt                                            | AHL totalt                                            | 77          | 13          | 20          | 33          | 30          | 8           | 1           | 6           | 7           | 4           |             |          |
| NCAA totalt                                           | NCAA totalt                                           | NCAA totalt                                           | 113         | 32          | 33          | 65          | 72          | —           | —           | —           | —           | —           |             |          |